# کافی لیک
کافی لیک (انگلیسی: Coffee Lake) نام سری هشتم پردازنده‌های جدید با لیتوگرافی ۱۴ نانومتری شرکت اینتل است که پس از دو سری گذشته یعنی کبی لیک و اسکای لیک، به صورت رسمی معرفی شده است. کافی لیک، به طور پیش فرض از حافظه DDR4-2666 مگاهرتز در حالت دو کاناله پشتیبانی می کند. این سری از پردازنده‌ها دارای بهبودهای زیادی نسبت به سری هفتم است که می‌توان به بهبود ۳۰ درصد کارکرد آن اشاره کرد. اینتل این پردازنده را در ۴ سری کافی‌لیک U، کافی‌لیک H، کافی‌لیک S و کافی‌لیک X در تاریخ ۲۱ آگوست ۲۰۱۷ راهی بازار کرد.